# Locomotivas
Locomotivas (também conhecido como Loco Motivas, ou atualmente, Loco-Motivas) é uma telenovela brasileira produzida e exibida pela TV Globo de 1º de março a 12 de setembro de 1977, em 168 capítulos. Substituindo Estúpido Cupido e sendo substituída por Sem Lenço, sem Documento. Foi a 19ª "novela das sete" exibida pela emissora. Escrita por Cassiano Gabus Mendes, sob direção de Régis Cardoso.
Foi a primeira telenovela do horário das 19 horas a ser gravada totalmente em cores.
Contou com as atuações de Aracy Balabanian, Walmor Chagas, Lucélia Santos, Eva Todor, Miriam Pires, Dennis Carvalho, Elizângela e Rogério Fróes nos papeis principais.

## Enredo
Kiki Blanche (Eva Todor) é uma ex-vedete dedicada à família e ao seu salão de beleza, na Zona Sul do Rio de Janeiro. Além de Milena (Aracy Balabanian), sua filha legítima, Kiki cria Fernanda (Lucélia Santos), Paulo (João Carlos Barroso), Renata (Thaís de Andrade) e Regina (Gisela Rocha). O grande conflito da trama é a paixão de Fernanda por Fábio (Walmor Chagas), homem amado também por Milena.
Milena e Fábio se conhecem na porta do colégio onde Regina e Lia (Miriam Ficher), filha do advogado, estudam. Os dois começam a sair, mas o romance é atrapalhado por Fernanda que, apaixonada também por ele, passa a disputá-lo com a irmã. No desenrolar da trama, revela-se que Milena é, na verdade, mãe de Fernanda. E, por isso, está disposta a abrir mão de Fábio em nome da felicidade da filha. Sem contar para ninguém seus motivos, ela recusa o pedido de casamento de Fábio. O advogado não compreende a abnegação de Milena pela irmã e não desiste de conquistá-la, enquanto tenta evitar Fernanda de todas as formas. Aos poucos, no entanto, acaba cedendo às investidas da jovem.
A certa altura da trama, Fernanda decide correr atrás da identidade de sua mãe. E pede ajuda a Fábio. Mesmo com os apelos de Kiki para que não leve adiante as investigações, o advogado está empenhado em descobrir a verdade. No final, é ele quem revela a Fernanda que Milena é sua mãe. As duas se reconciliam. E Fernanda, percebendo o amor que a mãe ainda sente por Fábio, convence Milena a procurá-lo.
Outra história importante envolve Netinho (Dennis Carvalho), que vive pressionado pela mãe possessiva, Margarida (Míriam Pires). No início, Netinho namora Renata, mas também está envolvido com Patrícia (Elizângela). Os três jovens vivem um conturbado triângulo amoroso ao longo de toda a trama. Margarida, que não admite dividir o amor do filho com ninguém, trata mal Renata e Patrícia. E, com suas intrigas e perseguições, consegue fazer com que ele não fique com nenhuma das duas.
Celeste (Ilka Soares), vizinha e amiga de Margarida, é quem ajuda Netinho. Com ela, ele desabafa sobre seus namoros e sua relação com a mãe. Em meio a seus problemas, Netinho sequer percebe que Celeste, uma mulher mais velha, está apaixonada por ele. No final, após muito tempo sofrendo em silêncio, ela declara seu amor. E, apesar da oposição de Margarida, os dois começam a namorar.

## Elenco
| Interprete          | Personagem                     |
| ------------------- | ------------------------------ |
| Aracy Balabanian    | Milena Cabral                  |
| Walmor Chagas       | Fábio Almeida                  |
| Lucélia Santos      | Fernanda Cabral                |
| Eva Todor           | Josefina Cabral / Kiki Blanche |
| Elizângela          | Patricia Mello                 |
| Dennis Carvalho     | Netinho Lima                   |
| Ilka Soares         | Celeste                        |
| Miriam Pires        | Margarida Lima                 |
| João Carlos Barroso | Paulo Cabral                   |
| Thaís de Andrade    | Renata Cabral                  |
| Tony Correia        | Alberto Machado (Machadinho)   |
| Cristina Nunes      | Gracinha Frateschi             |
| Terezinha Sodré     | Lurdinha                       |
| Roberto Pirillo     | Cássio                         |
| Célia Biar          | Sílvia Almeida                 |
| Hélio Souto         | Zé Tião                        |
| Rogério Fróes       | Sérgio Mello                   |
| Suzy Arruda         | Mirtes Mello                   |
| Eloísa Mafalda      | Joana Frateschi                |
| Isaac Bardavid      | Víctor Frateschi               |
| Oswaldo Louzada     | Chico Rico Frateschi           |
| Lídia Iório         | Marcelina Frateschi            |
| Carmem Silva        | Adelaide                       |
| Lady Francisco      | Carla                          |
| Joséphine Hélene    | Zulmira                        |
| Nena Ainhoren       | Nair                           |
| Carlos Adier        | Olavo                          |
| Miriam Ficher       | Lia Almeida                    |
| Gisela Rocha        | Regina Cabral                  |

### Participações especiais
| Interprete              | Personagem                                                                                           |
| ----------------------- | --- |
| Gilberto Martinho       | Gervásio Lambrini                                                                                    |
| Natália do Valle        | Sandra                                                                                               |
| Reinaldo Gonzaga        | Tadeu Lambrini                                                                                       |
| Monah Delacy            | Luciana Camargo (antiga corista do passado de Kiki, confirma a Fábio que Fernanda é filha de Milena) |
| Edson Silva             | Marco Aurélio                                                                                        |
| Henrique Canto e Castro | Dimas Machado                                                                                        |
| Castro Gonzaga          | Rogério amigo de Fábio que investiga a adoção de Fernanda                                            |
| Chris Couto             | Grace funcionária do salão de Kiki Blanche                                                           |
| Leila Cravo             | Diva amiga de Patrícia                                                                               |
| Sylvinho Blau-Blau      | como ele mesmo, cabeleireiro amigo de Kiki Blanche que a visita no salão                             |
| Tetê Pritzl             | da turma de Fernanda                                                                                 |
| Danton Jardim           | Pedro                                                                                                |
| Ana Maria Sagres        | Leila                                                                                                |
| Helena Adelsohn         | Shirley                                                                                              |
| Pedro Aguinaga          | Marco Aurélio                                                                                        |
| Maria Mônica Saboya     | Ela mesma                                                                                            |

## Produção
O primeiro título pensado para a telenovela foi As Raposas e fazia alusão ao belo elenco feminino da trama, sendo trocado posteriormente para Locomotivas, embora tanto "raposa" quanto "locomotiva", assim como "pantera", eram gírias comuns da época para se referir à mulher bela, sensual e poderosa. Cassiano Gabus Mendes inspirou-se em vedetes consagradas do teatro de revista como Virgínia Lane, Nélia Paula e Mara Rúbia para desenvolver a história da personagem principal Kiki Blanche, uma ex-vedete famosa no passado que agora se dedica à família e ao seu instituto de beleza.

### Escolha do elenco
Após seu sucesso como a protagonista de Escrava Isaura, a atriz Lucélia Santos foi convidada para atuar em Loco Motivas pelo diretor Régis Cardoso, que havia separado para ela a protagonista Patrícia. Porém, ao ler a sinopse, Lucélia pediu ao diretor para interpretar a antagonista Fernanda, por querer contracenar com Walmor Chagas e Aracy Balabanian. Assim, pouco mais de um mês após o término de Escrava Isaura, a atriz surpreendeu o público e a crítica especializada com a transição de uma personagem submissa para uma personagem rebelde. O papel de Patrícia ficou com Elizângela. Ney Latorraca estava escalado para viver Netinho, personagem que acabou ficando a cargo de Dennis Carvalho. A novela também foi a estreia na Rede Globo de Hélio Souto, Teresinha Sodré e Eva Todor — uma vez que Roque Santeiro, de 1975, seu trabalho anterior, foi censurada e proibida de ir ao ar — e primeira novela das atrizes Thaís de Andrade e Joséphine Hélene.

### Gravações
As gravações de Loco Motivas tiveram início em janeiro de 1977 e foi a primeira novela das sete a ser gravada totalmente em cores, uma vez que a sua antecessora, Estúpido Cupido, que era produzida em preto e branco, teve apenas seus dois últimos capítulos gravados em cores. O fato demandou maior cuidado da produção no visual dos atores, cenários, figurinos e locações. O cenógrafo Raul Travassos foi responsável pela montagem e criação artística de 24 cenários fixos para a trama, sendo cinco externos e 19 em estúdio, montados no Teatro Fênix. A novela também teve cenas gravadas em Portugal, com a participação de alguns atores locais como Henrique Canto e Castro e a fadista portuguesa Márcia Condessa.
No último mês da novela, Dennis Carvalho, que se destacou no papel de Netinho, pediu a Régis Cardoso para dirigir algumas cenas. Foi a primeira experiência do ator como diretor. Dennis se saiu bem na nova função, e a partir de então, o diretor Daniel Filho passou a chamá-lo para dirigir outras novelas. Na produção seguinte do horário, Sem Lenço, sem Documento, Dennis foi creditado como codiretor, sob a direção geral de Régis Cardoso.

### Incidente
Guiando um carro numa gravação de atropelamento do capítulo 36, a atriz Célia Biar atropelou acidentalmente de verdade sua colega Ilka Soares. Era a terceira tentativa e a cena ficou perfeita, indo ao ar em 9 de abril de 1977. O acidente, sem gravidade, apressou a contratação de dublês para cenas perigosas.

## Exibição
Loco Motivas estreou em 1º de março de 1977, substituindo Estúpido Cupido no horário das 19 horas. Assim como ocorreu com sua antecessora, a novela não apresentou tradicionalmente sua estreia em uma segunda-feira e seu término em uma sexta-feira, tendo seu primeiro capítulo transmitido numa terça-feira e seu último capítulo numa segunda-feira, exibido em 12 de setembro de 1977, totalizando 168 capítulos.

### Vinheta de abertura e logotipo
A abertura, feita de maneira simples e sem o auxílio de efeitos especiais, trazia a modelo Maria Mônica Saboya sendo maquiada e penteada ao som de "Maria Fumaça", da Banda Black Rio. Ao final, ela levantava da cadeira e, com uma luva de boxe vermelha, dava um soco na câmera. Maria Mônica Saboya chegou a fazer uma participação na trama, aparecendo no penúltimo capítulo. O logotipo da novela, criado pelo designer Hans Donner e sua então esposa Sylvia Trenker, consistia no título Loco Motivas escrito num quadril feminino, com a letra V da palavra na parte de baixo de um biquíni.

### Reprises
Foi reprisada pela primeira vez entre 17 de janeiro a 19 de setembro de 1978, em 170 capítulos, às 13h30, substituindo Escrava Isaura e sendo substituída por Carinhoso. Foi reprisada pela segunda vez num compacto de uma hora e meia no Festival 15 Anos em 25 de março de 1980, com apresentação de Eva Todor, em comemoração aos 15 anos da TV Globo.
Foi novamente reprisada entre 17 de novembro de 1986 e 14 de fevereiro de 1987, em 78 capítulos, às 18 horas, substituindo a novela inédita Sinhá Moça e sendo substituída pela também inédita Direito de Amar. Tratou-se de uma reprise notória, já que a emissora exibia normalmente as novelas inéditas na faixa das 19 horas, Hipertensão e às 20 horas, Roda de Fogo. A reprise deu-se pelo fato da emissora suspender temporariamente as produções do horário, devido a um conflito com o Sindicato dos Artistas e Técnicos em Espetáculos de Diversões do Rio de Janeiro (SATED-RJ), que reivindicava jornada de trabalho de seis horas para seus associados.
Foi reprisada também, num resumo de 5 capítulos, no quadro Novelão, do Vídeo Show, de 18 a 22 de março de 2013, substituindo As Filhas da Mãe e sendo substituída por A Favorita.
Chegou a ser cotada para ser reprisada no Viva com data prevista para o dia 15 de novembro de 2021, como substituta de O Salvador da Pátria na faixa das 14h15. No entanto, foi preterida por Amor com Amor Se Paga. Dois anos depois, a novela ganhou uma reapresentação no Viva 70 (versão fast do canal por assinatura), se tornando uma das primeiras tramas a inaugurar o novo canal, com exibição na íntegra de 27 de novembro de 2023 a 19 de julho de 2024, sendo substituída por O Espigão.

### Outras Mídias
Em 19 de junho de 2023, foi disponibilizada na íntegra pelo Globoplay, como parte do Projeto Resgate.

## Música

### Nacional
A trilha sonora nacional de Loco Motivas foi remasterizada e lançada em CD, pela Som Livre, em 2006, como parte da coleção "Masters Trilhas", na qual 26 trilhas de novelas e séries da década de 1970 foram relançadas neste formato.
Lista de faixas
| N.º | Título                               | Música              | Personagem tema          | Duração |  |
| 1.  | "Eu Preciso Te Esquecer"             | Claudia Telles      | Fábio e Milena           | 4:05    |  |
| 2.  | "Desencontro de Primavera"           | Hermes Aquino       | Machadinho               | 3:43    |  |
| 3.  | "Filho Único"                        | Erasmo Carlos       | Netinho                  | 3:37    |  |
| 4.  | "Enrosca"                            | Guilherme Lamounier | Patrícia                 | 2:24    |  |
| 5.  | "Amar é Nunca Precisar Pedir Perdão" | Mauro Sérgio        | Celeste                  | 4:18    |  |
| 6.  | "Locomotivas"                        | Rita Lee            | Geral                    | 1:40    |  |
| 7.  | "Maria Fumaça"                       | Banda Black Rio     | Abertura                 | 2:24    |  |
| 8.  | "Coleção"                            | Cassiano            | Fernanda                 | 3:10    |  |
| 9.  | "Vôo Sobre o Horizonte"              | Azymuth             | Locação: Salão de beleza | 3:40    |  |
| 10. | "Consummatum Est"                    | César Costa Filho   | Locação: Bar de Víctor   | 2:41    |  |
| 11. | "Espere Por Mim, Morena"             | Gonzaguinha         | Machadinho e Gracinha    | 3:21    |  |
| 12. | "Considerando"                       | Edu Lobo            | Fábio                    | 3:34    |  |
| 13. | "Baby"                               | Quinteto Ternura    | Lurdinha                 | 2:55    |  |
| 14. | "Alô, Alô Brasil"                    | Marília Pêra        | Kiki Blanche             | 2:10    |  |

### Internacional
Lista de faixas
| N.º | Título                              | Música                         | Personagem              | Duração |  |
| 1.  | "Conversation"                      | Morris Albert                  | Renata                  | 3:37    |  |
| 2.  | "Young Hearts Run Free"             | Candi Staton                   | Geral                   | 4:09    |  |
| 3.  | "Sorrow"                            | Michael Sullivan               | Fábio e Milena          | 3:03    |  |
| 4.  | "That's The Trouble"                | Grace Jones                    | Cássio                  | 3:36    |  |
| 5.  | "Più"                               | Ornella Vanoni                 | Fernanda                | 3:23    |  |
| 6.  | "Love In C Minor"                   | Cerrone                        | Carla e Zé Tião         | 9:46    |  |
| 7.  | "Sweet Sounds, Oh! Beautiful Music" | Steve Maclean                  | Machadinho e Gracinha   | 4:17    |  |
| 8.  | "Rainy Day"                         | Richard Young                  | Netinho e Celeste       | 3:38    |  |
| 9.  | "N.Y. You Got Me Dancin'"           | Andrea True                    | Geral                   | 5:59    |  |
| 10. | "Sad Songs"                         | Alessi Brothers                | Patrícia                | 3:41    |  |
| 11. | "Dance And Shake Your Tambourine"   | Universal Robot Band           | Locação: Rio de Janeiro | 4:36    |  |
| 12. | "Movin' On"                         | Cook & Benjamin Franklin Group | Sílvia e Gervásio       | 3:34    |  |
| 13. | "Nobody's Child"                    | Silver Convention              | Lia; Regina             | 3:43    |  |
| 14. | "L'Esperance"                       | Artic                          | Machadinho              | 5:02    |  |

## Repercussão
Em 14 de agosto de 1977, a Rede Tupi, então principal concorrente da TV Globo, reconhecendo os imbatíveis índices de audiência da novela, publicou nos jornais:
| “ | A Rede Tupi mudou a novela Éramos Seis para as sete e meia da noite. Assim você não perde as Locomotivas! | ” |

Curiosamente, 17 anos após, o SBT fez o mesmo durante a exibição da quarta versão de Éramos Seis, convidando os seus telespectadores a assistir primeiro A Viagem, da Globo.
A atriz Eva Todor conta que sua personagem em Loco Motivas, Kiki Blanche, proprietária de um salão de beleza, fez tanto sucesso que, na época, surgiram inúmeros salões de beleza com o nome Kiki Blanche. Em 2010, a convite da autora Maria Adelaide Amaral, Eva Todor reviveu Kiki, 33 anos depois, numa participação especial na novela Ti Ti Ti. A bolsa tiracolo usada pela personagem de Lucélia Santos, as batas e outras roupas usadas pelas atrizes do elenco, além de acessórios, penteados, maquiagem e batons em cores fortes e brilhantes, viraram moda no Brasil durante os meses em que a novela permaneceu no ar.
Loco Motivas foi lançada posteriormente em versões romanceadas, em duas ocasiões: em 1985, pela Rio Gráfica Editora, na coleção "As Grandes Telenovelas", que incluía 12 livretos adaptados de novelas de sucesso, e em 1987 pela Editora Globo na coleção "Campeões de Audiência: Telenovelas", que também incluía 12 adaptações de novelas.

### Versão chilena
Em 1988, um remake da novela foi produzido e exibido pela emissora chilena TVN, com o título de Bellas y audaces.